# Quạt máy tính

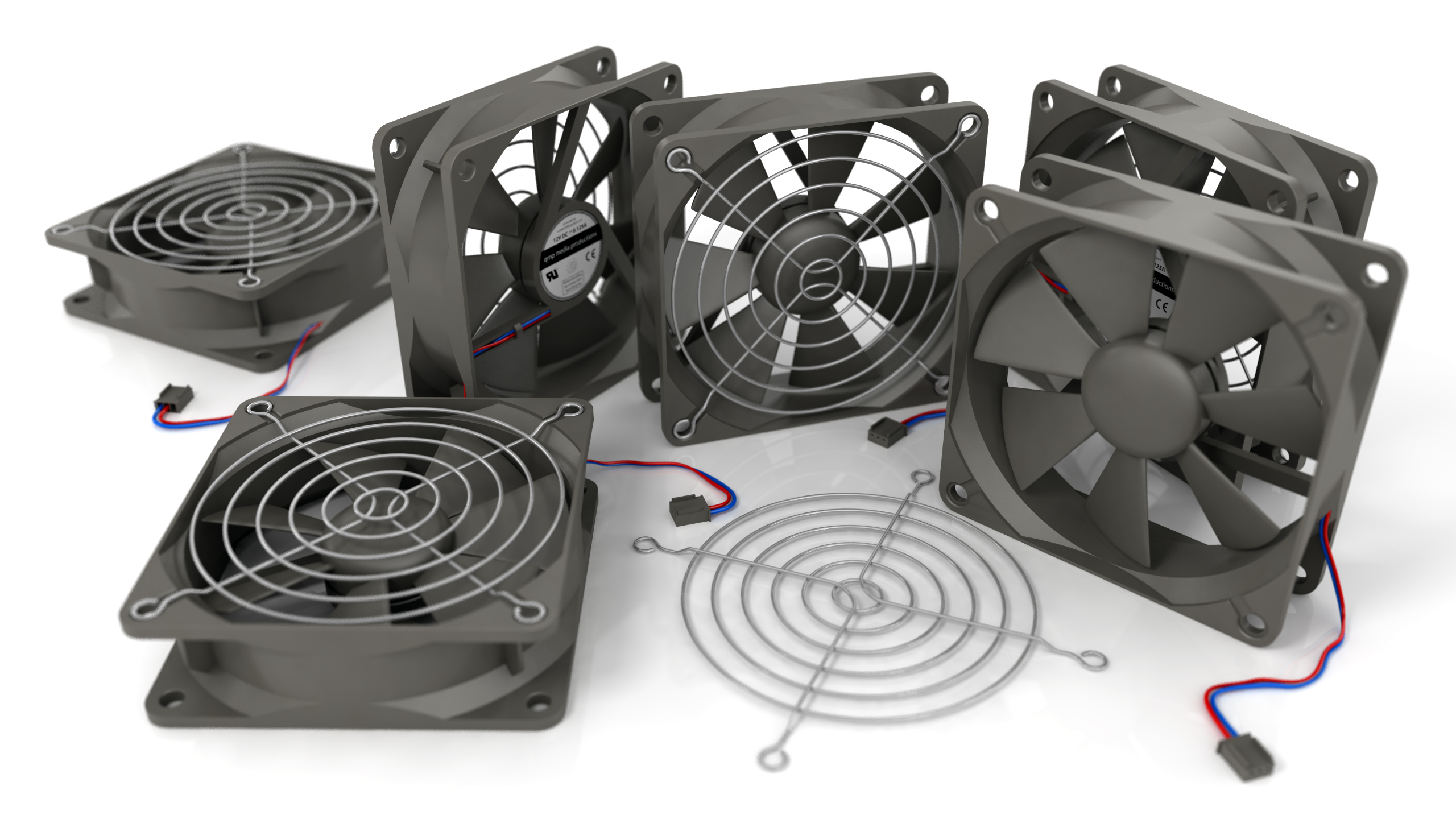
Một minh họa 3D của sáu quạt máy tính 80mm, một loại quạt thường được sử dụng trong máy tính cá nhân (đôi khi là một bộ hoặc dùng lẫn với các quạt kích thước khác).

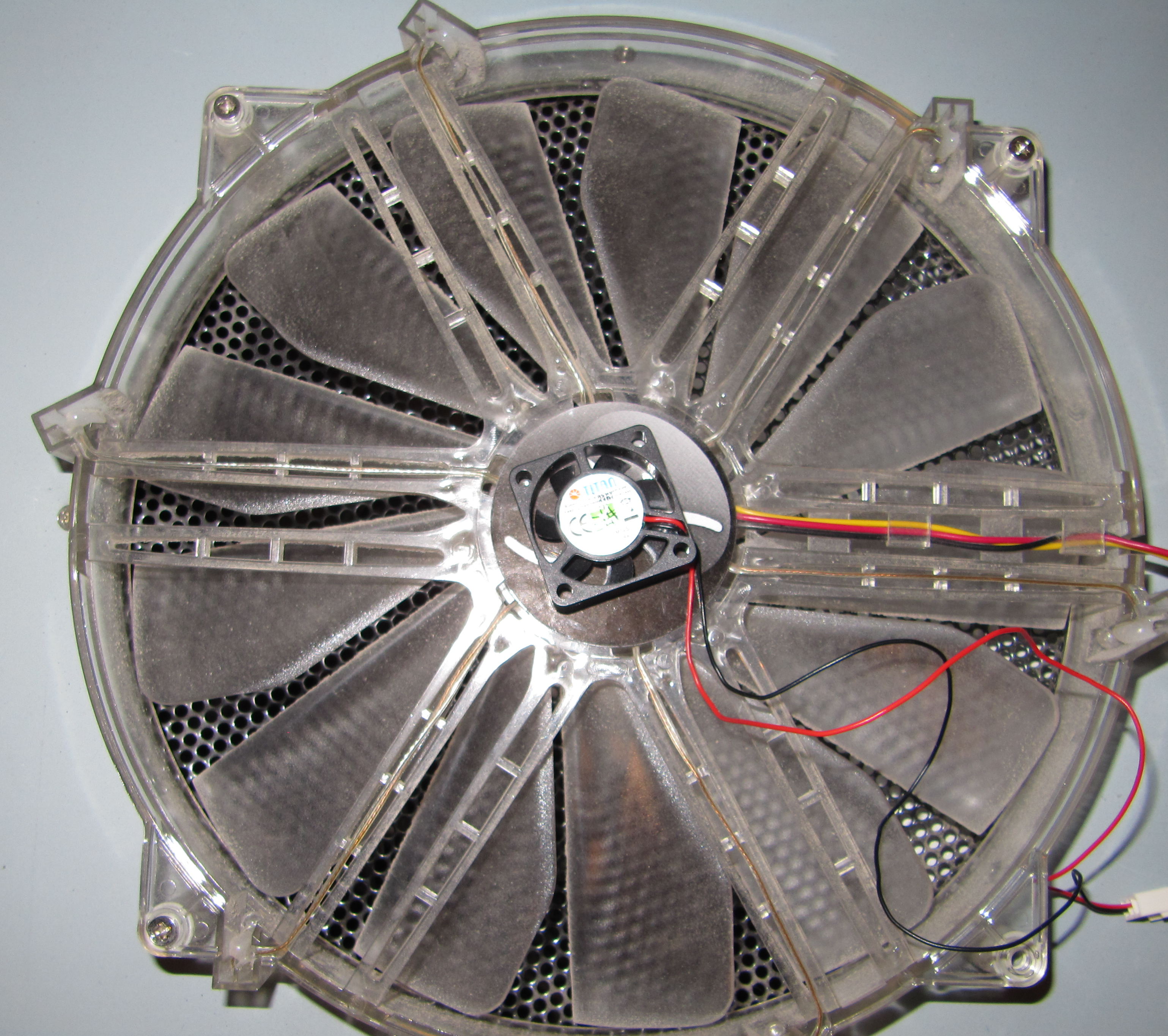
Một quạt PC 30 mm đặt trên một quạt khác kích thước 250 mm

Quạt máy tính là bất kỳ quạt nào bên trong, hoặc gắn vào vỏ máy tính được sử dụng để làm mát tích cực và tản nhiệt trong máy tính. Quạt được sử dụng để hút không khí mát vào vỏ máy từ bên ngoài, đẩy không khí ấm từ bên trong và di chuyển không khí qua một tầng tản nhiệt để làm mát một bộ phận cụ thể. Cả hai loại quạt hướng trục và đôi khi quạt ly tâm (quạt gió / lồng sóc) được sử dụng trong máy tính. Quạt máy tính thường có kích thước tiêu chuẩn, được cung cấp và điều khiển bằng các đầu nối quạt 3 chân hoặc 4 chân.

## Cách sử dụng quạt làm mát
Mặc dù trong các máy tính cá nhân trước đây có thể làm mát hầu hết các thành phần bằng cách sử dụng đối lưu tự nhiên (làm mát thụ động), nhiều thành phần hiện đại đòi hỏi phải làm mát chủ động hiệu quả hơn. Để làm mát các thành phần này, quạt được sử dụng để di chuyển không khí nóng ra khỏi các bộ phận và hút không khí mát hơn. Quạt gắn vào các bộ phận thường được sử dụng kết hợp với tản nhiệt để tăng diện tích bề mặt được làm nóng tiếp xúc với không khí, từ đó cải thiện hiệu quả làm mát. Điều khiển quạt không phải lúc nào cũng là một quá trình tự động. BIOS của máy tính (hệ thống đầu vào / đầu ra cơ bản) có thể kiểm soát tốc độ của hệ thống quạt tích hợp cho máy tính. Một người dùng thậm chí có thể bổ sung chức năng này bằng các bộ phận làm mát bổ sung hoặc kết nối bộ điều khiển quạt thủ công với các núm đặt quạt ở tốc độ khác nhau.
Trong thị trường máy tính tương thích IBM PC, bộ cấp nguồn máy tính (PSU) hầu như luôn sử dụng quạt hút khí để đẩy không khí ấm ra khỏi PSU. Hoạt động làm mát trên CPU bắt đầu xuất hiện trên Intel 80486 và đến năm 1997 là tiêu chuẩn cho tất cả các bộ xử lý máy tính để bàn. Quạt khung hoặc quạt, thường là một quạt hút để thoát khí nóng từ phía sau và tùy ý quạt hút để hút khí lạnh qua phía trước, trở nên phổ biến với sự xuất hiện của Pentium 4 vào cuối năm 2000.

## Các ứng dụng

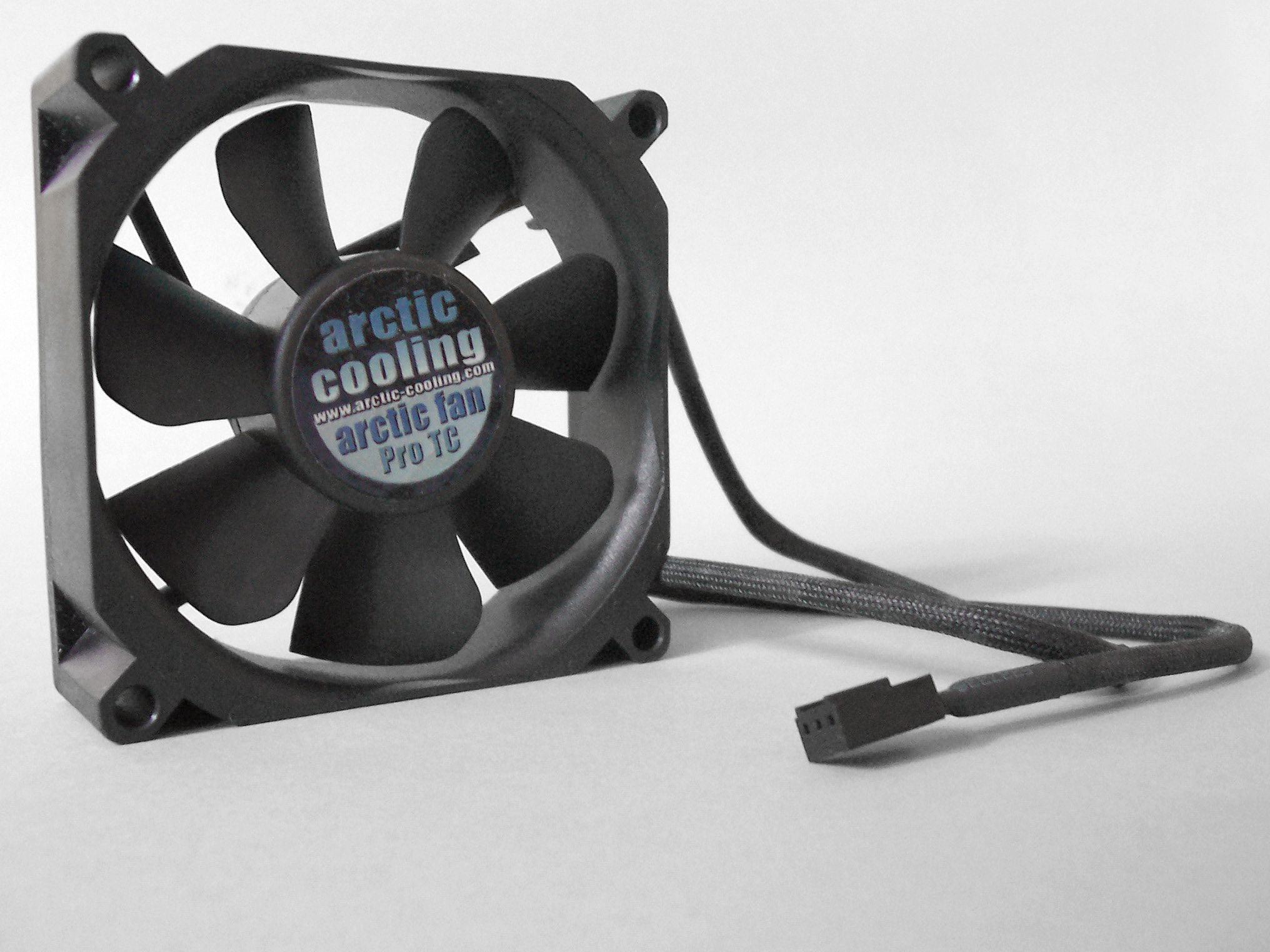
Quạt máy tính hướng trục 80 × 80 × 25 mm

### Quạt case

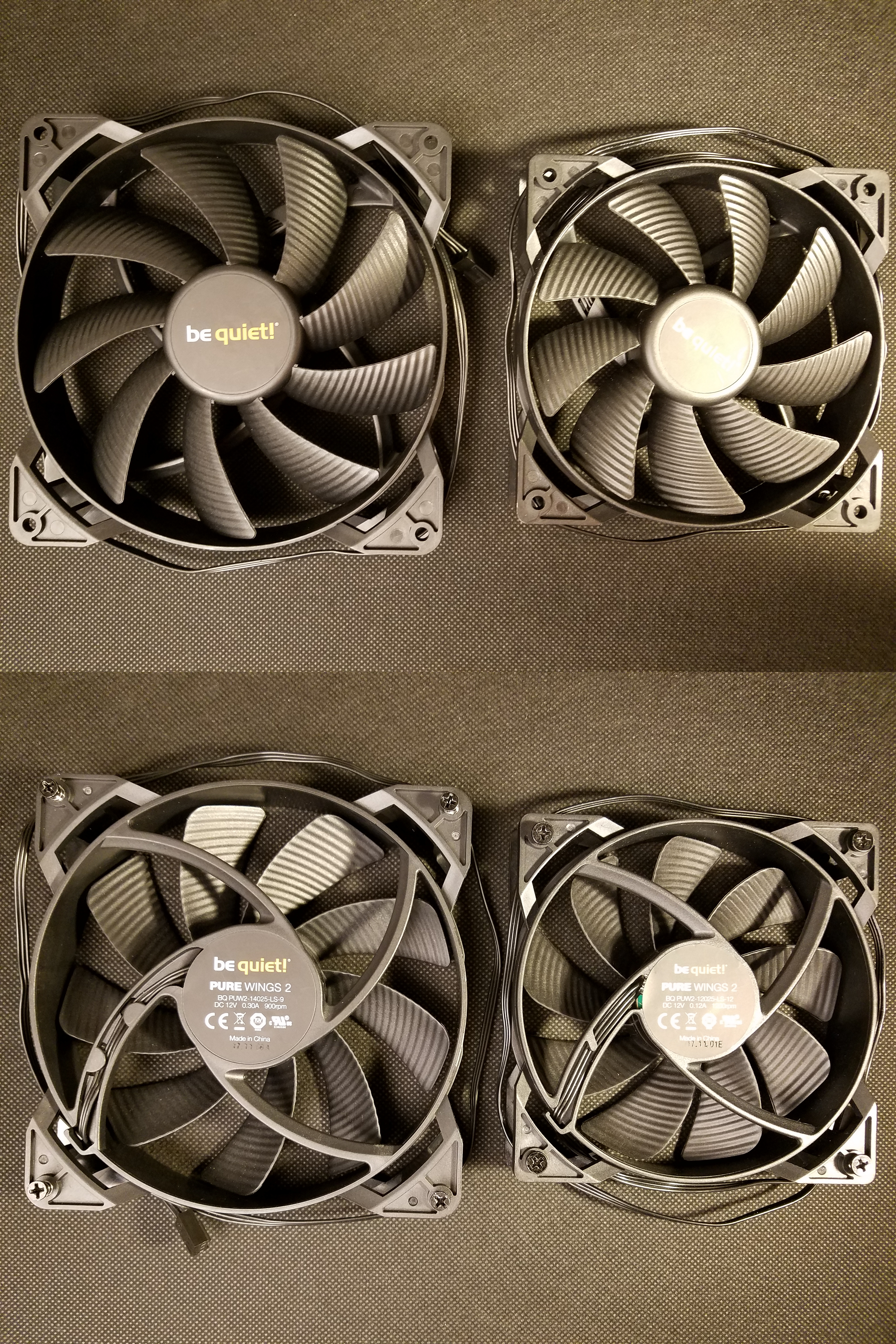
Quạt từ vỏ máy tính - trước và sau

Quạt được sử dụng để di chuyển không khí qua vỏ máy tính. Các thành phần bên trong vỏ máy không thể tản nhiệt hiệu quả nếu không khí xung quanh quá nóng. Quạt case có thể được đặt dưới dạng quạt hút, hút không khí bên ngoài mát vào phía trước hoặc phía dưới khung máy (nơi cũng có thể được hút qua giá đỡ ổ cứng bên trong), hoặc quạt hút, thoát khí ấm qua đỉnh hoặc phía sau. Một số vỏ tháp ATX có một hoặc nhiều lỗ thông hơi bổ sung và các điểm lắp ở bảng điều khiển bên trái nơi có thể lắp đặt một hoặc nhiều quạt để thổi khí lạnh trực tiếp vào các thành phần bo mạch chủ và thẻ mở rộng, là một trong những nguồn nhiệt lớn nhất.
Quạt trường hợp trục tiêu chuẩn là 40, 60, 80, 92, 120, 140, 200 và 220 mm về chiều rộng và chiều dài. Vì quạt máy thường là hình thức làm mát dễ thấy nhất trên PC, quạt trang trí có sẵn rộng rãi và có thể được thắp sáng bằng đèn LED, làm bằng nhựa chống tia cực tím và/hoặc được phủ bằng lưới trang trí. Quạt trang trí và phụ kiện là phổ biến với các mod vỏ máy. Bộ lọc không khí thường được sử dụng trên quạt hút, để ngăn bụi xâm nhập vào thùng máy và làm tắc nghẽn các bộ phận bên trong. Tản nhiệt đặc biệt dễ bị tắc nghẽn, vì tác dụng cách nhiệt của bụi sẽ làm giảm nhanh khả năng tản nhiệt của tản nhiệt.